# مؤسسه علوم وایزمن

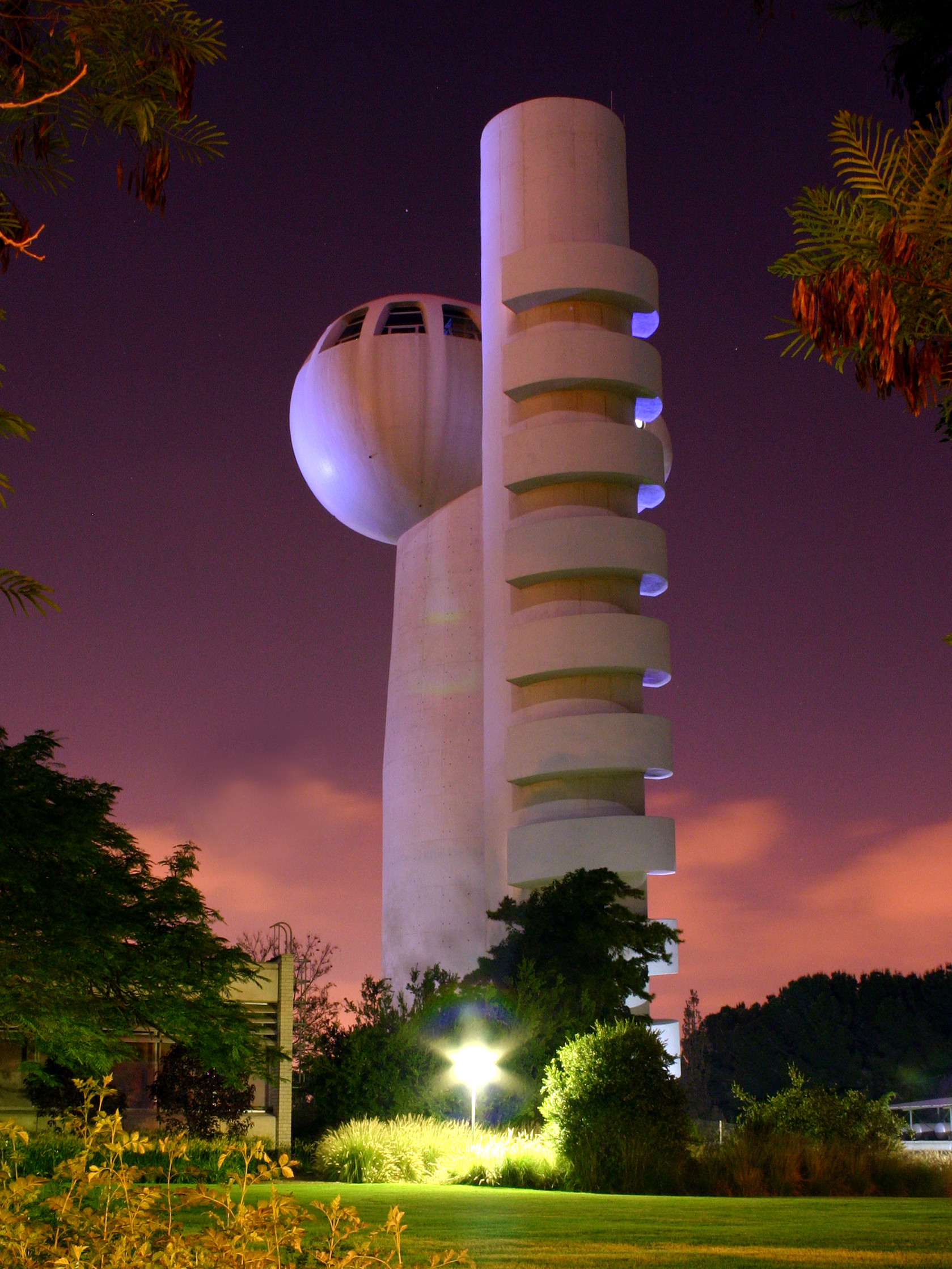
نمایی از یکی از شتاب‌دهنده ذره‌ای در مؤسسه علوم وایزمن

مؤسسه علوم وایزمن (به عبری: מכון וייצמן למדע) یک دانشگاه تحقیقاتی دولتی در شهر رخووت واقع در مرکز کشور اسرائیل است که در سال ۱۹۳۴ میلادی، چهارده سال پیش از تأسیس دولت اسرائیل بنیان‌گذاری شد. مؤسسه علوم وایزمن تنها دانشجویان مقاطع کارشناسی‌ارشد و دکترا را در رشته‌های علوم طبیعی و دقیق پذیرش می‌کند.
این مؤسسه یک مرکز تحقیقات چندرشته‌ای است که حدود ۳٬۸۰۰ دانشمند، فلوشیپ پسادکترا، دانشجوی دکتری و کارشناسی‌ارشد، و کادر علمی، فنی و اداری در آن مشغول به‌کار هستند.
مؤسسه وایزمن از احترام بسیاری در مجامع علمی اسرائیل و مجامع اکادمیک جهان برخوردار است. مؤسسه علوم وایزمن توسط حییم وایزمن، نخستین رئیس‌جمهور کشور اسرائیل که خود یک شیمی‌دان نامدار بود، پایه‌ریزی شد.
حییم وایزمن، خود یکی از مدرسین برجسته موسسه فوق بود. از دانشمندان و محققین موسسه عالی علوم وایزمن، می‌توان به عادا یونات، برنده جایزه نوبل شیمی سال ۲۰۰۹ اشاره کرد.

## تاریخچه

### تاسیس
این موسسه در سال ۱۹۳۴ توسط حییم وایتسمن و تیم اولیه او که شامل بنیامین ام. بلوخ بود، به نام موسسه تحقیقاتی دانیل سیف تأسیس شد. وایتسمن فریتس هابر، برنده جایزه نوبل را به عنوان مدیر دعوت کرده بود، اما پس از مرگ هابر در راه به سرزمین اسرائیل، وایتسمن خود را به عنوان مدیر موسسه منصوب کرد. پیش از اینکه در فوریه ۱۹۴۹ رئیس جمهور اسرائیل شود، وایتسمن تحقیقات خود را در زمینه شیمی آلی در آزمایشگاه‌های این موسسه انجام داد. در ۲ نوامبر ۱۹۴۹، با توافق خانواده سیف، موسسه به افتخار وایتسمن به نام موسسه وایتسمن برای علوم تغییر نام داده شد.

### توسعه و خدمات
WEIZAC یکی از اولین کامپیوترهای الکترونیکی جهان، توسط این موسسه در سال‌های ۱۹۵۴-۱۹۵۵ به صورت محلی ساخته شد و در سال ۲۰۰۶ توسط IEEE به عنوان یک دستاورد مهم در تاریخ مهندسی برق و الکترونیک شناخته شد.
در سال ۱۹۵۹، این موسسه شرکت تابعه‌ای به نام شرکت تحقیقات و توسعه "یدا" را تأسیس کرد تا اختراعات انجام شده در موسسه را به بازار عرضه کند. "یدا" دارای بیشترین تعداد ثبت اختراعات های ژنتیک نسبت به هر موسسه تحقیقاتی دیگر در دنیا است. تا سال ۲۰۱۳، موسسه درآمد سالیانه بین ۵۰ تا ۱۰۰ میلیون دلار به عنوان حقوق بر روی داروهایی که از جمله کوپاکسون، ربیف و اربیتوکس به بازار عرضه شده بودند کسب می‌کرد.
بیشتر تحقیقات این مؤسسه در حوزه‌هایی است که می‌توانند برای پزشکی و دانش علمی مفید باشند، این مؤسسه همچنین ارتباطاتی با حوزه دفاع دارد‌‌ و در اکتبر ۲۰۲۴ همکاری‌ای با بزرگ‌ترین شرکت دفاعی اسرائیل، «البت»، در زمینه «مواد الهام‌گرفته از زیست‌شناسی برای کاربردهای دفاعی» اعلام کرد.

### حمله موشکی ایران به ساختمان موسسه
در ژوئن ۲۰۲۵ و در جریان جنگ ایران و اسرائیل، ساختمان این موسسه مورد حملات موشکی جمهوری اسلامی ایران قرار گرفت. در زمان حمله موشکی، ساختمان خالی بود و تلفات جانی در بر نداشت اما چندین آزمایشگاه تخریب شد. به گفته AP News، این حمله پس از ترور دانشمندان هسته‌ای ایرانی و با هدف انتقال این پیام که «دانشمندان اسرائیلی در تیررس جمهوری اسلامی هستند» انجام گرفته است. پیشتر نیز جمهوری اسلامی از سوی اسرائیل، به طراحی ترور بر علیه برخی از دانشمندان این موسسه متهم شده بود. به گفته سارل فلیشمن، استاد بیوشیمی این موسسه، در پی این حمله،‌ دهه‌ها تحقیق از بین رفته است و سال‌ها طول می‌کشد تا همه چیز از نو ساخته شود.‌ تخمین زده شده است که تا ۵۰۰ میلیون دلار خسارت به این موسسه وارد شده است.

## برنامه‌ها و جایگاه علمی

### برنامه‌های تحصیلات تکمیلی
تا سال ۲۰۱۵، موسسه وایتسمن حدود ۲٬۵۰۰ دانشجو، فلوشیپ پسدکترال، کادر علمی و کارشناسی داشته است و مدارک کارشناسی ارشد و دکترا را در رشته‌های ریاضیات، علوم کامپیوتر، فیزیک، شیمی، بیوشیمی و بیولوژی اعطا می‌کند، همچنین برنامه‌های بین‌رشته‌ای متعددی دارد. نماد موسسه وایتسمن یک درخت فیکوس چند شاخه است. دانشجویان کارشناسی و فارغ‌التحصیلان تازه‌کار باید برای برنامه‌های کارشناسی ارشد درخواست دهند، در حالی که کسانی که در حال اخذ مدرک کارشناسی ارشد (M.Sc.) یا دکترا (MD) هستند، می‌توانند مستقیماً برای برنامه‌های دکترا درخواست دهند. تمام دانشجویان به صورت تمامیت‌مند تحت حمایت مالی کامل قرار می‌گیرند.

### برنامه‌ها برای نوجوانان
علاوه بر برنامه‌های تحصیلی خود، موسسه وایتسمن برنامه‌هایی برای نوجوانان اجرا می‌کند که شامل باشگاه‌های علمی، اردوها و رقابت‌های علمی می‌شود. موسسه تابستانی بین‌المللی علوم بسی ف. لارنس، فارغ‌التحصیلان دبیرستان از سراسر جهان را برای اردوی تابستانی مبتنی بر علم به مدت چهار هفته پذیرفته می‌کند. باغ علم کلور، که در سال ۱۹۹۹ افتتاح شد، اولین موزه علمی کاملاً تعاملی فضای باز جهان است.

### رتبه‌بندی علمی
موسسه وایتسمن بر اساس Nature Index در سال ۲۰۱۹، در رتبه ۲ جهانی برای کیفیت تحقیقات قرار داشت. همچنین در سال ۲۰۱۹، بر اساس گزارش U-Multirank، در دو دسته اصلی، یعنی مقالات پرنقل و اختراعات دریافت شده، در بین ۲۵ موسسه تحقیقاتی/دانشگاهی برتر جهان قرار گرفت. موسسه در گزارش شورای تحقیقات اروپا در سال ۲۰۲۰، به دلیل نرخ بالای موفقیت در دریافت گرنت‌های تحقیقاتی، در رتبه ۷ قرار داشت. در سال ۲۰۱۸، بر اساس رتبه‌بندی لایدن CWTS، که بر اساس نسبت مقالات علمی دانشگاه‌ها منتشر شده بین ۲۰۱۲ تا ۲۰۱۵ است که در ۱۰٪ پرنقل‌ترین مقالات رشته‌شان قرار گرفته‌اند، در رتبه ۹ جهانی (اول در اسرائیل) قرار داشت.

## دانشکده فاینبرگ موسسه عالی علوم وایزمن
در دانشگاه وایزمن، دانشکده‌ای بنام فاینبرگ (در عبری: פינברג) وجود دارد که دانشجویان آن تنها در رشته‌های کارشناسی ارشد، دکترا و فوق دکترا به تحصیل می‌پردازند. در این دانشکده و در خود مؤسسه عالی علمی وایزمن تحقیقاتی در زمینه شبکه مصونیت بدن انسان، علوم پایه‌ای همچون تاگ‌سازی، کشف و ایجاد منابع آب برای حل مشکل کمبود آب در خاورمیانه و برخی دیگر از نقاط جهان، ژن‌شناسی گیاهان، پژوهش یاخته‌های انسانی، مغناطیس، اشعه لیزری و هولوگرافی و غیره به‌عمل می‌آید.